# Карусь Каганець
Кару́сь Кагане́ць (справжнє ім'я Кострови́цький Казими́р Ка́рлович, біл. Казімір-Рафаіл Карлавіч Кастравіцкі — Карусь Каганец; 29 січня (10 лютого) 1868, Тобольськ, Російська імперія — 20 травня 1918, Примогилля, тепер Юцки, Дзержинський район, Мінська область, Білорусь) — білоруський письменник, перекладач, художник і скульптор. Родич відомого французького поета Ґійома Апполінера. Від 1874 жив у Білорусі.

### Рисунки Каруся Каганця

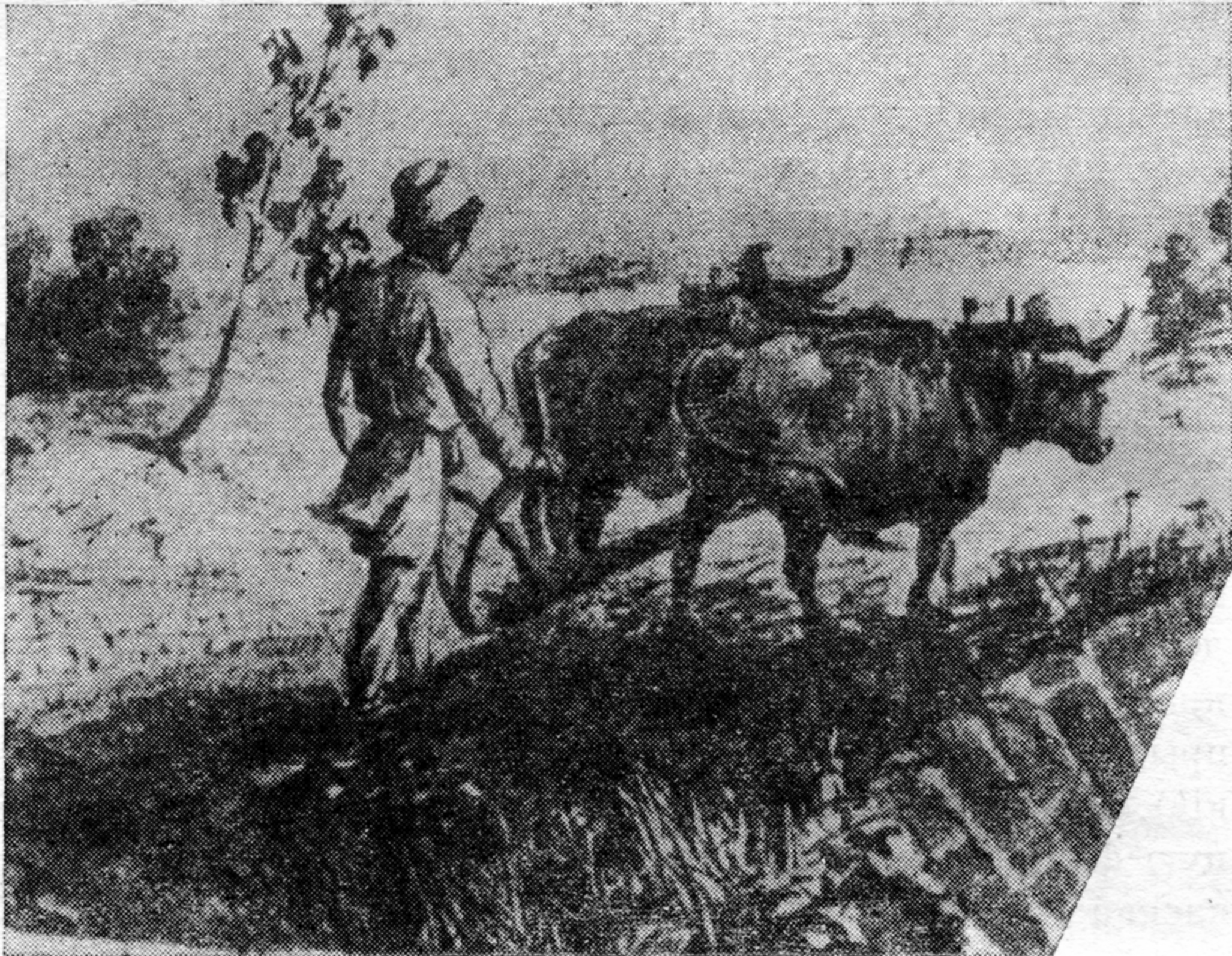
За плугом
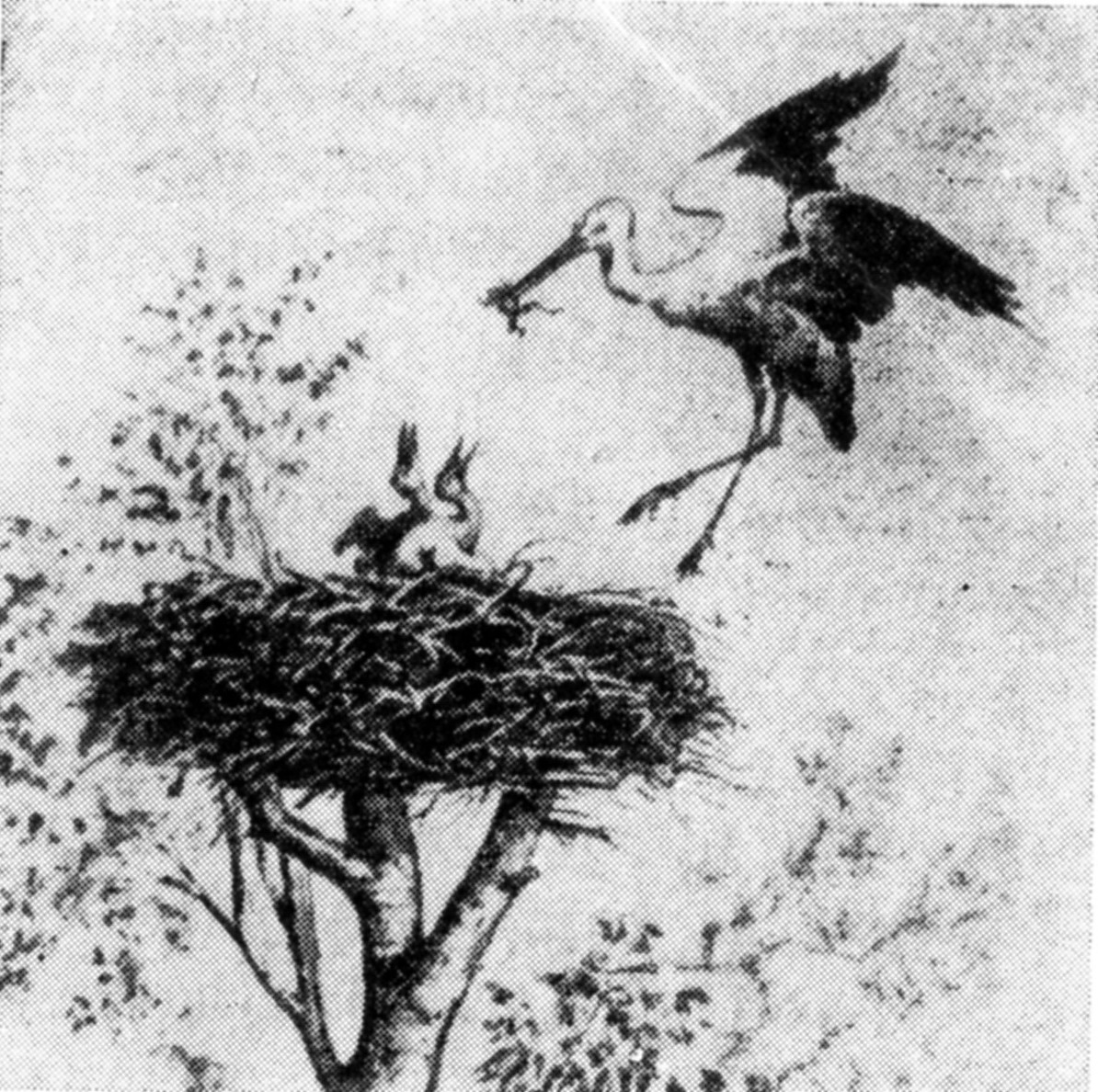
Бузьки
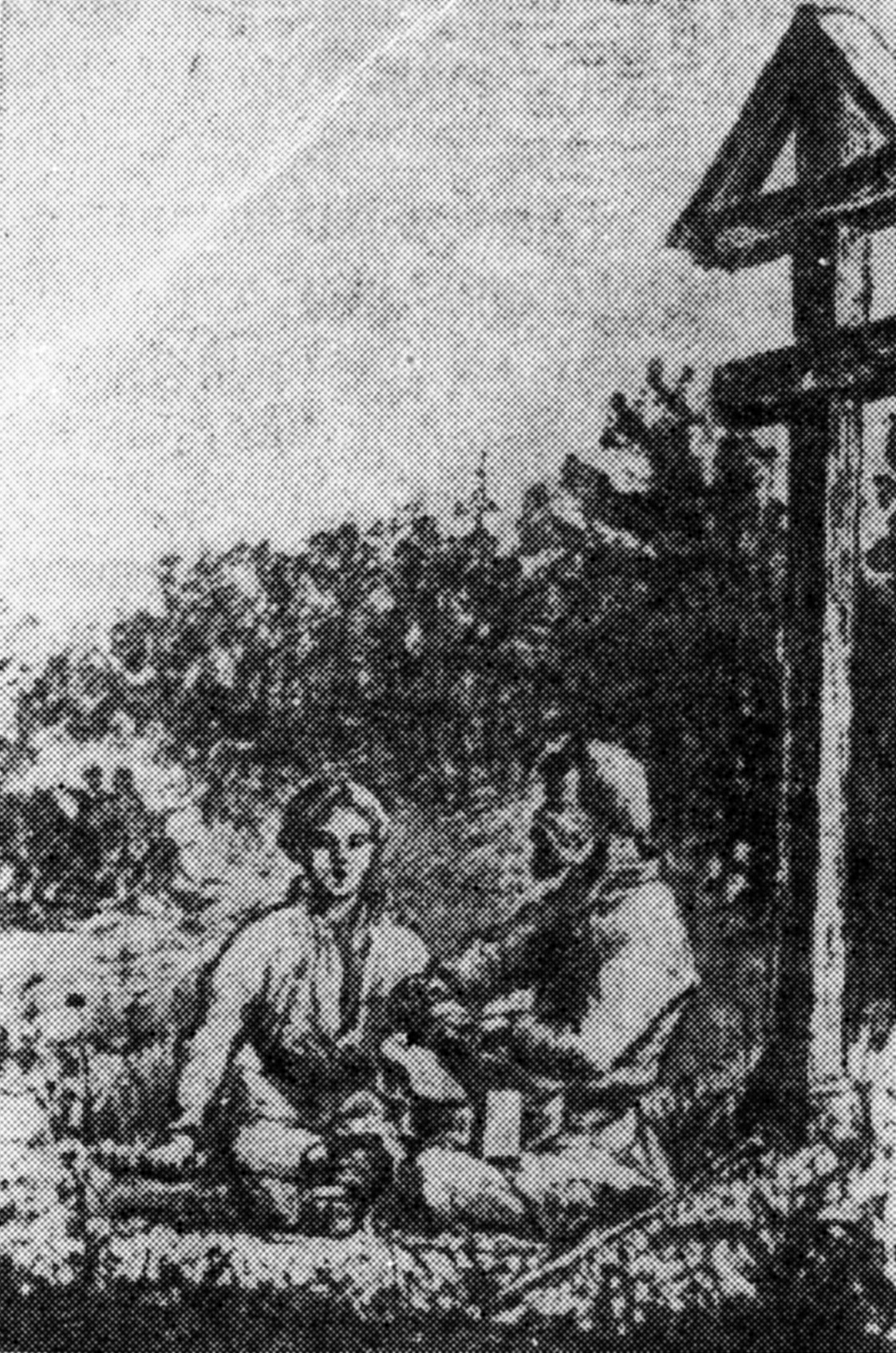
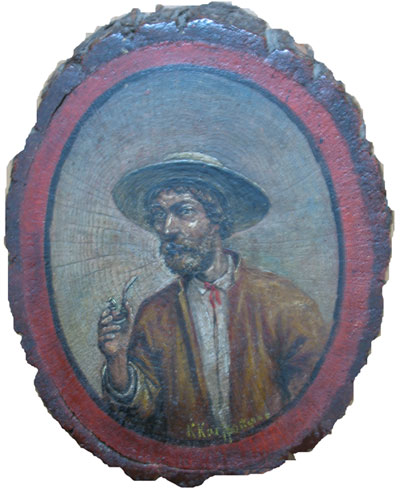
Тип білоруса (1907)
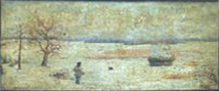
Зимовий краєвид (1907)